# Where the Truth Lies
Where the Truth Lies es una película británico-canadiense de 2005 escrita y dirigida por Atom Egoyan. Sus protagonistas son Kevin Bacon, Colin Firth y Alison Lohman. Su guion se basa en la novela homónima de Rupert Holmes. La cinta participó en la selección oficial del Festival de Cannes de 2005.

## Trama
Corre el año de 1957. Lanny Morris y Vince Collins son dos famosos y queridos artistas que animan una exitosa Teletón, que forman asimismo una pareja reconocida del mundo del entretenimiento. Un día una joven es encontrada muerta en su habitación de hotel. Dada su coartada no se les acusa ni condena, pero el hecho los acompañará a partir de entonces y para siempre durante carrera, arruinando su amistad. Quince años más tarde, cuando Lanny está a punto de publicar una autobiografía, la ambiciosa periodista Karen O'Connor los contacta para arrojar luz sobre el su pasado y descubrir lo que realmente sucedió la noche en que Maureen O'Flaherty fue encontrada muerta. En realidad Karen había participado en la Teletón junto a Lanny y Vince tras recuperarse de la poliomielitis, y desde entonces ha crecido mitificando a ambos presentadores, sobre todo Lanny. Obsesionada por ellos y su secreto, Karen se verá cautivada por su mundo ambiguo, convirtiéndose en la amante de Lanny e involucrarse en una relación lesbiana, sólo para ser chantajeada por Vince. Su investigación, sin embargo, dará lugar a una ambigua y sorprendente verdad que cambiará las vidas de muchas personas, incluso de la suya.

## Reparto
- Kevin Bacon como Lanny Morris.
- Colin Firth como Vince Collins.
- Alison Lohman como Karen O'Connor.
- David Hayman como Reuben.
- Rachel Blanchard como Maureen O'Flaherty.
- Sonja Bennett como Bonnie Trout.
- Kristin Adams como Alice.
- Maury Chaykin como Sally Sanmarco.